# Трипалладийдиспрозий
Трипалладийдиспро́зий — бинарное неорганическое соединение, интерметаллид
палладия и диспрозия
с формулой DyPd3,
кристаллы.

## Получение
- Сплавление стехиометрических количеств чистых веществ:

{\displaystyle {\mathsf {3Pd+Dy\ {\xrightarrow {1710^{o}C}}\ DyPd_{3}}}}

## Физические свойства
Трипалладийдиспрозий образует кристаллы кубической сингонии, пространственная группа P m3m, параметры ячейки a = 0,4076 нм, Z = 1, структура типа тримедьзолота AuCu3
.
Соединение конгруэнтно плавится при температуре 1710 °C
и имеет область гомогенности 75÷79 ат.% палладия.